# Alldra
Alldra ist eine Band aus Vorarlberg, Österreich. Der Name bedeutet im vorarlbergerischen Dialekt „immer dran“. Die Phrase ist eine in Vorarlberg übliche Antwort auf die Frage „Wie gehts?“.

## Geschichte
Gegründet wurde Alldra 1995 von Bernhard Breuer und Bernhard Widerin in Wien. Sie erlangte in Vorarlberg als Vorgruppe von Reinhold Bilgeri und Michael Köhlmeier Bekanntheit.
1996 wurde die Band um den Akkordeonisten Martin Hartmann erweitert, der seither fixer Bestandteil der Band ist.
Alldra spielte in den folgenden Jahren in Dreierbesetzung und mit verschiedenen Gastmusikern, wie Wolfgang Lindenthal (qWIENtett) an der Querflöte, Robin Gillard (Ramona Kasheer) am Schlagzeug oder Sina Samieian (Baal) und Martin Weissmayr (Mauracher) am Bass.
2003 gesellte sich Sven Larsen (scallywag) als viertes festes Mitglied dazu. Es folgten einige Auftritte sowie Aufnahmen zum Album Ummanand. Im Frühjahr 2004 verstarb Sven Larsen. Seit Herbst 2004 ist Marcello Girardelli als Kontrabassist fixer Bestandteil der Gruppe.
Im Herbst 2011 wurde das Album Domm von Johann Kneihs in der Hörfunksendung Spielräume im Radioprogramm Österreich 1 des ORF vorgestellt, es folgten Konzerte u. a. in München (Volkstheater) und Linz (AK).

## Diskografie
- 1996: Es schießt mi a / A Summrnacht (Single)
- 1997: Furt
- 2001: Zruck
- 2006: Ummanand
- 2011: Ma sött / Ma sött Clubmix (Vinyl-Single)
- 2011: Domm (Erscheinungsdatum 24. Oktober 2011)